# 庫扎大公鄉 (加拉茨縣)
45°35′25″N 27°48′27″E / 45.5903°N 27.8076°E
庫扎大公鄉（羅馬尼亞語：Cuza Vodă, Galați），是羅馬尼亞的鄉份，位於該國東部，由加拉茨縣負責管轄，處於布加勒斯特以北180公里，每年平均降雨量885毫米，海拔高度33米，2007年人口3,225。